# 普鲁纳
普鲁纳，是西班牙安达卢西亚自治区塞维利亚省的一个市镇。总面积101平方公里，总人口3055人（001年），人口密度30人/平方公里。